# 香油
香油，广义的香油指烹调中用于增加食料香味的食用油，包括芝麻油、豆瓣油、花椒油、红油、葱油、蒜香油、芥末油、橄榄油、南瓜油、猪油、鸡油、虾油、黄油等，狭义的香油指芝麻油。

## 連結
- 麻油和香油的不同?北港五代相傳麻油此事 （页面存档备份，存于）
- 香油可以用來炒菜嗎？香油和麻油的差別？金佳和純香油 - 金佳和菁選油坊 （页面存档备份，存于）